# 天宮遥のわたしはピアノ
天宮遥のわたしはピアノ（あまみやはるかのわたしはピアノ）は、2008年11月から放送されているラジオ関西の音楽番組。ピアニストの天宮遥が、メッセージやリクエストを紹介しながら、ジャンルにとらわれずあらゆる曲をピアノを演奏する。2009年に日本民間放送連盟賞ラジオエンターテインメント部門で優秀賞を受賞した（放送時間延長特番「Iらぶピアノ」として）
。

## 番組内容
遥の音楽講座
曲にかくされた歴史や音楽的なひとくち講座とピアノの演奏。
遥の音楽クイズ
ジャンルにとらわれず似たフレーズを集めて演奏される。クイズの難度にかかわらず多数の応募がよせられる。

## 放送日時
- 土曜日 5時00分 - 5時30分(2022年4月 - )

## 過去の放送日時
- 金曜日 12時45分 -
- 日曜日 6時50分 - 7時(2011年頃[2])
- 金曜日 6時15分 - 6時45分( - 2022年3月)